# S kačo se je oženil
S kačo se je oženil je slovenska ljudska pravljica. To pomeni, da se je pravljica  prenašala iz roda v rod, zato je prišlo do različic te pravljice. Izšla je  v knjigi Slovenske pravljice. Zapisal jo je Ivan Tušek. Govori o poroki Mižeka s kačo, ki pa se po poroki prelevi v prekrasno nevesto.

## Max Luther: Model ljudske pravljice
Za ljudsko pravljico je značilen tipičen začetek in konec kot npr.: Nekoč davno sta živela...in potem sta živela srečno do konca svojih dni. Dogajalni čas in prostor nista znana. V ljudskih pravljicah zasledimo črno-belo tehniko pisanja: dober-hudoben, reven-bogat...
Značilni so tudi tipični rekviziti; to so po navadi čarobni/čudežni predmeti ter samoumevnost dogodkov: Rdeča kapica se ne začudi, ko sreča volka.Veliko je ponavljanj: število tri: trije brati, trikrat...

## Obnova vsebine
Živel je kmet, ki je imel tri sinove. Najstarejši se je hotel poročiti, a tega ni upal povedati očetu.  S srednjim bratom se zato dogovorita, da gresta  iskati nevesto po svetu. Svoj načrt končno razodeneta očetu. A ker so bili prerevni je očeta skrbelo, kako bosta našla nevesto. Odločijo se, da gre najprej najstarejši po svetu iskati svojo ženo in če se njemu posreči, da dobi ženo, bo šele nato odšel drugi sin.
In tako starejši sin odide od doma. Vso pot si je lepo žvižgal in prepeval. V velikem gozdu pride do hišice starčka, ki je živel že sto sedem let. »Kam si namenjen, sinko, ko tako lepo žvižgaš in brezskrbno prepevaš?« ga je vprašal starček.Najstarejši sin mu odgovori, zakaj naj ne bi žvižgal in pel, ko gre pa vendar nevesto iskati. Mogoče pa le najde nevesto, ki bi se poročila z revnim fantom.  Starček mu svetuje, naj gre po poti naprej, in ko pride iz gozda, bo našel hišico. Tam naj se oglasi in izvedel bo vse drugo.Ko prispe do hiše izve, da so pri hiši 3 hčere. Njihova mati ponudi ženinu naj si izbere eno izmed njih. Tako se je najstarejši sin vrnil domov tretji dan po odhodu, z nevesto.
Isti dan se odloči drugi sin, da tudi on odide po svetu, ter pripelje nevesto. Po vseh teh dogodkih se tudi najmlajši sin Mižek odloči iskati ženo. Pride pa do stare vrbe ob poti. Tam mu kačja kraljica ponudi naj njo vzame za ženo.  Da bi bil srečen, mora Mižek vzeti ključek in ga trikrat obrniti v žepu, in uresničile se mu bodo vse želje. Tako tudi stori in si zaželi skledo gibanic in tri vrče vina. Potem pa je moral priti nazaj z vozom, na katerem je sedelo sedem goslačev,  po kačjo kraljico. Ko pridejo tja se vsi grozno bojijo kače, razen ženina Mižeka. Kača se splazi na voz in tako odidejo domov, kjer jih je čakala gostija. Poročena brata se norčujeta iz bratovega izbora neveste. Ko udari ura polnoč, poči nevesti koža in poleg ženina vstane prekrasna deklica, ki Mižeku reče >>Odslej sem tvoja in naju ne moreta ločiti le motika in lopata, pa nič drugega na svetu.<<

## Analiza pravljice in literarnih likov s pomočjo teoretičnih pogledov na ljudsko pravljico (Jack Zipes)
Glavno vodilo Zipesovega teoretičnega pogleda na model ljudske pravljice je sociološki in pravi:˝MOŠKI REŠUJEJO ŽENSKE˝- diskurz dominacije oziroma ˝sex role and domination˝ (Jack Zipes; Do not bet on the prince˝, page 113).
Po njegovem mnenju je življenje ženske daleč od življenja v pravljicah. Ženska vloga v pravljicah naj bi bila: vzgajanje, skrb za ostale, spodbujanje, odgovornost, ubogljivost, , požrtvovalne, medtem ko moški naj bi imeli vlogo: tekmovalnosti, avtoritete in dokazovanja moči, načelen...Z emancipacijo naj bi ženska zmanjšala in omejila vlogo moškega,
V pravljici S kačo se je oženil vidimo primer ko trije ( zgradba dogajanja: ponavljanje števila tri) sinovi oddidejo od doma po nevesto( motiv home-away-home).  Trdi, da magija in čudeži rešujejo socialne probleme, kar se v pravljici prikaže kot čarobni ključ, ki Mižeku izpolni želji- ni več lačen in žejen. 
Grdota je nekaj kar ni dobro ovrednotena lastnost ženske, zato vidimo da je v pravljici prikazana kot kača- tipična žival, ki odbija pogled od večine ljudi.
Ženin Mižek predstavlja tipičnga pasivnega moškega, ki je odvisen od ženske, to je kače, ki mu pomaga priti do želene sreče, saj je pošten, dober, kar je značilno za glavno književno osebo. 
Magija, ki predstavlja prepovedan svet, ženski pomaga, da jo moški odreši, saj je po Zipesovi teoriji- moški glavna vloga v dogajanju pravljice. Hkrati je magija skrit potencial ženske. 
Oče treh sinov se predstavi kot razumen človek, h kateremu se sinovi v stiski obrnejo po pomoč, hkrati predstavlja avtoriteto, saj kljub temu, da naj bi bila poroka svobodna odločitev posameznika, sinovi s strahom povedo očetu svojo odločitev. To da ženini vprašajo očeta za nasvet je dokaz zaupanja otroka v svet odraslih.
V. Propp trdi, da se v pravljici pojavijo tudi ˝animal helpers˝, v našem primeru je to kača, ki da neko posebno nalogo Mižeku. Posledica dobro opravljene naloge je odrešitev začarane osebe, ki se skriva v živali in seveda tudi primerna nagrada- npr.: izpolnitev želje (vrč vode, poroka s prelepo nevesto). Večina ženskih ljudskih pravljic se konča s srečno poroko, kar so sanje večine žensk. Slednje pa bralca čustveno pomiri.

## Primerjave
V pravljici zasledimo motiv, poroke glavne književne osebe z nečloveškim bitjem, ta pa se na koncu spremeni v prekrasnega ženina ali nevesto. Po navadi so ta nečloveška bitja živali, ki večino ljudi odbijajo s svojim izgledom kot na primer žabe, kače, zveri. V pravljici zasledimo pravljična števila kot na primer število tri in število sedem. Veliko je pomanjševalnic: deklica, Mižek, starček. Pravljica govori književni osebi, po navadi je to revni rešitelj, ki posluša začarano bitje in ga tako odreši. Poda mu neki pogoj,  ki ga mora izpolniti. V pravljici vidimo tudi motiv ljubosumja ostalih književnih oseb, ko se nečloveško bitje spremeni v človeško.
Podoben motiv pravljice najdemo v slovenski pravljici
- Začarana kača
- Žabji kralj
- Ježek Janček
- Žabji princ
- Žabji kralj in zvesti Henrik
- Začarani grad in medved
- Zlati rog (motiv čudežnega predmeta)
- Jure Kvak Kvak
- Sin Jež
- Jež se ženi

Podoben motiv pravljice v tujih pravljicah:
- Grimm: The frog prince
- The young Man and a snake
- The toad bridegroom (korejska verzija pravljice: The frog prince)
- The Bear Woman (Okanagon).
- The Fish Man (Salish).
- The Man Who Married a Bear (Nez Percé).
- The Girl Who Married a Bear (Pueblo)
- The Dog Bride (India).
- The Cat Who Became a Queen (India).
- The Mouse Maiden (Sri Lanka).
- The Prince and the Tortoise (1001 Nights).